# Stanisław Ciok
Stanisław Ciok (ur. 20 sierpnia 1950 we Wrocławiu) – polski geograf, dr hab. nauk o Ziemi, profesor zwyczajny Instytutu Geografii i Rozwoju Regionalnego Wydziału Nauk o Ziemi i Kształtowania Środowiska Uniwersytetu Wrocławskiego.

## Życiorys
W 1975 ukończył studia geograficzne na Uniwersytecie Wrocławskim. W 1982 obronił pracę doktorską Struktura funkcjonalno-przestrzenna Makroregionu Południowo-Zachodniej Polski. Próba ujęcia systemowego napisaną pod kierunkiem Antoniego Zagożdżona, 29 lutego 1996 habilitował się na podstawie pracy zatytułowanej Wybrane obszary problemowe Polski Południowo-Zachodniej. 8 czerwca 2006 nadano mu tytuł profesora w zakresie nauk o Ziemi. Piastuje stanowisko profesora zwyczajnego w Instytucie Geografii i Rozwoju Regionalnego na Wydziale Nauk o Ziemi i Kształtowania Środowiska Uniwersytetu Wrocławskiego.
Był członkiem Komitetu Nauk Geograficznych Polskiej Akademii Nauk. 